# Charles Ives
Charles Edward Ives (Danbury, Connecticut, 20 de Outubro de 1874 - Nova York, 19 de maio de 1954) foi um compositor norte-americano. Sua música é marcada por uma integração das tradições musicais europeias e americanas, inovações no ritmo, harmonia e forma, e uma grande capacidade para invocar os sons e sensações da vida dos americanos. É considerado o principal compositor dos Estados Unidos do século XX.

## Biografia
Ives tinha uma vida demasiadamente ativa. Após sua formação profissional como organista e compositor, ele trabalhou durante 30 anos no setor dos seguros, escrevendo no seu tempo livre.
Usou uma grande variedade de estilos - desde o Romantismo tonal até a experimentação radical, mesmo em peças escritas no mesmo período. Suas principais obras muitas vezes custaram-lhe anos de trabalho, desde o primeiro esboço até a revisão final, e muitas delas não foram executadas durante décadas. Suas auto publicações no início dos anos 1920 trouxeram um pequeno grupo de admiradores que trabalhou para promover a sua música. Ele logo deixaria de escrever novas obras, dedicando-se a revisões e preparações para execuções de obras já compostas.
Quando morreu, Ives já era um compositor reconhecido e muitas de sua obras tinham sido publicadas. Sua reputação continuou a crescer postumamente, e por ocasião do seu centenário, em 1974, ele foi reconhecido mundialmente como o primeiro compositor a criar uma "música distintamente americana". Desde então, sua obra tem sido mais frequentemente executada e registrada e a sua reputação cresceu, menos tanto por suas inovações, mas sobretudo pelo mérito intrínseco da sua música.
As circunstâncias únicas da carreira de Charles Ives criaram alguns mal-entendidos. Seu trabalho no setor dos seguros, combinado com a diversidade da sua produção e do pequeno número de performances durante os seus anos de compositor, conduziram-no a uma imagem de amador. No entanto, ele tinha aproximadamente 14 anos de carreira como organista profissional e um meticuloso treinamento formal na composição. Dado que se desenvolveu como compositor longe dos olhos do público, as suas obras maduras pareceram radicais e desconectas do passado, quando publicadas.
No entanto, quando a sua música se tornou conhecida, as suas raízes profundas no Romantismo do século XIX e o desenvolvimento gradual de uma expressão pessoal altamente moderna e idiomática tornaram-se evidentes.
As primeiras obras do compositor apresentadas ao público foram: Orchestral Set nº.1: Three Places in New England, The Concord Sonata, os movimentos da Sinfonia nº 4 e A Symphony: New England Holidays. Eram altamente complexas, incorporavam diversos estilos musicais e faziam uso frequente de "empréstimos musicais". Estas características levaram à conclusão de que algumas de suas obras só poderiam ser entendidas através das explicações programáticas que ele ofereceu e não foram especificamente organizadas com princípios musicais. Ainda traçando a evolução das suas técnicas através de suas obras anteriores, estudiosos demonstraram o trabalho que há por trás até de partituras aparentemente caóticas e mostraram a estreita relação de seus processos com os dos seus predecessores e contemporâneos europeus.
O resultado do caminho incomum de Ives é que a cronologia da sua música é difícil de estabelecer. Sua prática de compor e as revisões das obras, ao longo dos anos, muitas vezes torna impossível atribuir a uma peça uma única data. Ele trabalhou em diversas composições com muitas linguagens diferentes ao mesmo tempo, e isso fez a relação cronológica entre as obras ainda mais complexa. Há, muitas vezes, obras sem verificação das datas que Ives atribuiu a elas, que podem ser anos ou décadas antes da primeira publicação, ou execução. Foi sugerido, também, que ele datou várias peças muito cedo e ocultou revisões significativas, a fim de reivindicar prioridade sobre os compositores europeus que utilizavam técnicas semelhantes (Solomon, C1987) ou a esconder de seus negócios quanto tempo ele estava gastando na música (Swafford, C1996). Recentes estudos, no entanto, estabeleceram datas firmes pelos tipos de papel usado por Ives e refinou-se a estimativa de datas pelas diversas caligrafias, permitindo mais manuscritos para serem colocados dentro de um breve espaço de anos (Sherwood, C1994 e E1995, com base Kirkpatrick, A1960, e Baron, C1990). Esses métodos têm muitas vezes confirmado as datas de Ives, o que demonstra que ele, na verdade, desenvolveu inúmeras técnicas inovadoras antes de seus contemporâneos europeus, incluindo politonalidade, clusters, acordes baseados em 4ªs ou 5ªs, atonalidade e poliritmia. Quando há discrepância - no caso de várias obras longas, por exemplo - esta pode resultar de sua prática de datar as peças em sua concepção inicial, nas primeiras ideias elaboradas no teclado ou em esboços já perdidos. As datas que aqui estão, então, são baseadas em manuscritos existentes, completadas por documentos recentes e depoimentos de Ives.

## Juventude (1874–94)

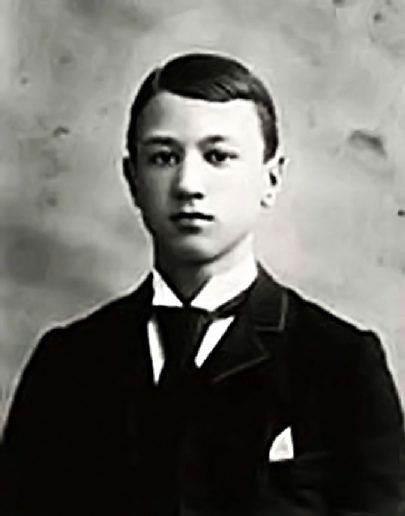
Charles Ives em 1889.

Os Ives foram uma das famílias mais importantes de Danbury, proeminente no mundo dos negócios, nas melhorias civis e ativa em causas sociais, como a abolição da escravatura. O pai de Charles, George E. Ives (1845-1894), teve uma excepcional carreira musical. Teve aulas de flauta, violino, piano e corneta e entre 1860-1862, estudou harmonia, contraponto e orquestração com o alemão Carl Foeppl em Nova York. Após a Guerra Civil - em que trabalhou como o mais jovem maestro da Union Army e, depois, mais dois anos em Nova York -, ele retornou para Danbury e prosseguiu em uma variedade de atividades musicais, realizando, ensinando e liderando bandas, orquestras e coros em Danbury e em suas proximidades, e por vezes viajando com shows. Ele também trabalhou em empresas ligadas à família Ives. Casou-se com Mary (Mollie) Elizabeth Parmalee (1849-1929), em 1 de Janeiro de 1874. Charles nasceu no mesmo ano, seguido por J. Moss (1876-1939), que se tornou um advogado e juiz em Danbury.
Através de seu pai, Ives foi exposto a toda música de Danbury. Estudou piano e órgão quando jovem, com uma série de professores, e tocou em vários recitais, em sua adolescência. Tornou-se performer e compositor em duas tradições musicais: música vernácula americana e música protestante, e ganhou sua primeira exposição em uma terceira, a Música clássica europeia. Além disso, ele era um ávido atleta e era o capitão de vários clubes de futebol e baseball. Charles Ives tocou percussão na banda de seu pai e o espírito de banda gerou ecos em muitas obras de sua maturidade. Escreveu marchas para piano, bandas e orquestras de teatro, em várias das quais adotava uma prática comum de colocar uma canção popular em uma seção da marcha. Sua primeira obra executada publicamente pode ter sido a marcha Holiday Quickstep, escrita quando ele tinha 13; a revisão no Danbury Evening News, na première de Janeiro de 1888 chamou-lhe "sem dúvida, um gênio musical" e declarou "vamos esperar mais deste talentoso jovem no futuro".
Com quatorze anos ele se tornou o mais jovem organista assalariado da igreja no estado e trabalhou regularmente até 1902. Escreveu hinos e cânticos sagrados para a igreja0 usando, primeiro, textos litúrgicos e um estilo hinário (como no Salmo 42) e, em seguida, a partir de cerca de 1893 (em obras como Crossing the Bar), adota o elaborado e cromático estilo de Dudley Buck, com quem estudou brevemente o órgão, em torno de 1895. Os hinos que ele conhecia da Igreja e dos acampamentos (onde seu pai por vezes fazia ele cantar com o sua corneta) mais tarde eram regularmente emprestados ou reformulados e usados como temas em sonatas, quartetos e sinfonias. Ele ouviu muita música clássica nos concertos em Danbury e em Nova York e aprendeu um pouco mais através dos seus próprios estudos e execuções de obras de Bach, Handel, Beethoven, Rossini, Schubert, Mendelssohn, Wagner, John Knowles Paine e outros no piano ou órgão, incluindo muitas transcrições. Seu virtuoso Variations on ‘America’ (1891-1892) mostra o quão hábil organista era Ives ainda adolescente.
Embora ele tivesse muitos professores, seu pai ensinou-lhe harmonia e contraponto e o guiou em suas primeiras composições. Várias destas obras são como modelos, seguindo a prática tradicional de aprendizagem através da imitação, tais como a Polonaise for two cornets and piano (c1887-1889), inspirado no sexteto de Lucia di Lammermoor de Donizetti. Ao mesmo tempo, Ives pai tinha uma mente aberta sobre teoria e prática musical e encorajou o filho em suas experimentações. Harmonizações bitonais em London Bridge, cânones politonais e fugas, experimentos com peças em todos os tons, tríades em movimento paralelo, linhas cromáticas em movimento contrário para criar a sensação de expansão ou contração (tudo datado do início de 1890), mostra o interesse de Ives em testar as regras da música tradicional e experimentar sistemas alternativos. No entanto, à época, o compositor aparentemente considerou isso meramente como brincadeira com teoria musical, uma atividade privada compartilhada com seu pai no princípio, em vez de considerar estes novos sistemas como uma base séria para composição musical. Em outro plano musical, deu crédito ao seu pai por ensiná-lo músicas de Stephen Foster, cujas melodias ele iria futuramente pegar emprestadas e cujo lirismo diatônico simples se encontra em várias das melodias dele próprio.
Ives mudou-se para New Haven, em 1893, para estudar na Hopkins Grammar School e se preparar para os exames em Yale. Ele foi o organista na Igreja Episcopal St.Thomas por um ano, e depois foi transferido para a Igreja Central em setembro de 1894. No mesmo mês ele matriculou-se em Yale. Apenas seis semanas depois, em 4 de Novembro, seu pai morreu repentinamente de um acidente vascular cerebral. Sair de casa, começar a universidade, e especialmente a morte de seu principal professor e defensor foi uma forte ruptura com o passado e o final de sua juventude.

## Aprendizagem (1894–1902)

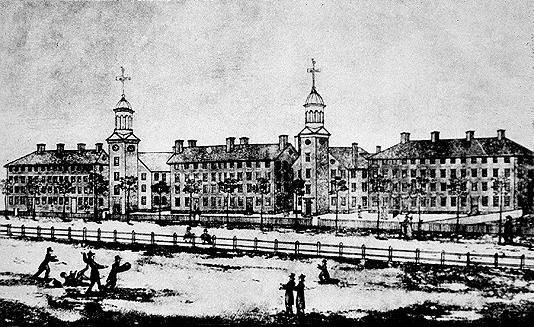
Old Brick Row; a partir de uma gravura de 1807 intitulada: "A Vista do Edifícios do Yale College em New Haven.".

Ives começou sua vida em Yale como um virtuoso organista e um experiente compositor de música popular e da igreja, mas com exposição limitada à música clássica. Ele continuou a compor obras vernáculas, incluindo canções, marchas, e números musicais para a fraternidade. Vários trabalhos foram publicados, incluindo uma canção para a campanha de William McKinley, em 1896. Sua música religiosa também se desenvolveu na maturidade, com ele gradualmente adotando um elevado estilo coral de seu professor em Yale, Horatio Parker, em obras como All-Forgiving, look on me. O Mestre de coro da Igreja Central, John Cornelius Griggs, tornou-se um grande e vitalício amigo. Mas foi na música clássica que ele aprendeu mais. Pela primeira vez, ele tinha acesso regular à orquestra de câmara e a concertos. Ele assistiu aos cursos de harmonia e história da música de Parker durante os primeiros dois anos e, em seguida, estudou contraponto, composição e instrumentação rigorosa, por vezes, como o único aluno inscrito. Comparando seus exercícios anteriores com as obras de seu último ano, nota-se o quanto ele aprendeu com Parker. Tal como o pai de Ives, Parker incentivava-o a aprender estilos e gêneros através da imitação. Ives aprendeu o Lied alemão iniciando com textos e exemplos bem conhecidos, normalmente incorporando alguns aspectos de modelo da estrutura ou contorno, enquanto procurava figurações e disposições diferentes. Mais tarde recordou-se de que o seu Feldeinsamkeit (c1897-1898) ganhou os elogios do professor de Parker, George Chadwick, por tomar "a mais difícil e quase oposta abordagem", que foi "em sua forma quase tão bom como Brahms" e "como uma boa canção que Parker poderia escrever".
Ives começou sua Sinfonia nº.1 sob os cuidados de Parker, e mais tarde utilizou o segundo e quarto movimentos como sua tese final. Neste trabalho, existem fortes ecos das obras sinfônicas que ele usou como modelos, especialmente a Sinfonia "Inacabada", de Schubert, no primeiro movimento; Sinfonia "Novo Mundo", de Dvořák, no movimento lento e, no trabalho como um todo, a 9ª Sinfonia de Beethoven no scherzo e a "Patética" de Tchaikovsky, no final. Mas mesmo as referências mais diretas foram reformuladas com novos e interessantes caminhos. Ives devia a Parker suas novas habilidades em contraponto, desenvolvimento temático, orquestração e composições de grandes formas, juntamente com o conceito estrangeiro de música utilitária de Danbury e da música como uma experiência a ser saboreada para seu próprio bem. A citação simultânea dos familiares e afirmação de uma personalidade individual é um traço distintivo de Ives, evidente, mesmo na música que ele escreveu em um tardio estilo romântico. Este trabalho também definiu um padrão para as sinfonias mais tardias de Ives e de muitas de suas sonatas ligando movimentos cíclicos através da repetição de temas.

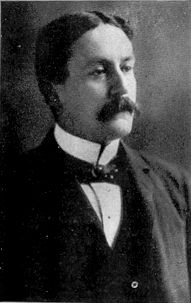
Horatio Parker.

Embora tenha estudado música diligentemente, Ives poderia não ter a intenção de seguir uma carreira musical. Ele estudou grego, latim, alemão, francês, matemática, história e ciências políticas. Ainda lembrou-se durante muito tempo afetuosamente de seus cursos de Inglês e Literatura Americana com William Lyon Phelps, que ajudaram a formar em Ives um gosto pela poesia. A educação de Yale sempre foi vista como uma preparação para o sucesso nos negócios e grande parte da vida social de todos os homens do campus foi organizada em torno de grupos através dos quais se poderia desenvolver amizades e potencialmente úteis conexões. Ives não era grande estudioso fora dos cursos de música, mas ele era bem-visto e bem-sucedido socialmente. Foi escolhido como membro da fraternidade Delta Kappa Epsilon fraternidade e do Wolf's Head, um das mais prestigiadas sociedades secretas sênior de Yale. Canções de ambos os grupos aparecem em suas obras tardias recordando os seus dias de colégio, como em Calcium Light Night e um trecho do Trio for Violin, Violoncello and Piano. Um de seus melhores amigos era David Twichell, que o convidou para ir a Keene Valley no Adirondacks junto com sua família passar as férias, em Agosto de 1896. Ives conheceu lá sua futura esposa, a irmã de David Harmony (1876-1969). Após a graduação em 1898, ele mudou-se para Nova York, vivendo a próxima década em uma série de apartamentos, todos ironicamente batizados de "Flat Pobreza", com outros bacharéis de Yale. Através do primo de seu pai, Ives ganhou uma posição no departamento actuarial da Mutual Insurance Company. No início de 1899, ele foi para a Charles H. Raymond and Co, também da Mutual, onde trabalhou com agentes de vendas e desenvolveu formas de apresentar a ideia de seguros. Lá, conheceu Julian Myrick (1880-1969), que mais tarde se tornaria sua parceira.
Durante o trabalho no setor dos seguros, Ives não deu esperanças de uma carreira musical. Ele continuou a servir como organista, primeiro em Bloomfield, Nova Jersey (onde pela primeira vez ele foi também mestre do coro) e, em seguida, a partir de 1900, na Igreja Presbiteriana Central, em Nova Iorque - um posto prestigiado. Após a universidade, ele parou de escrever música vernácula e procurou consolidar a sua formação como um compositor da arte musical nos moldes de Parker. Ele continuou a escrever liedes para textos estabelecidos e compôs uma cantada com sete movimentos, The Celestial Country, usando com modelo o oratório de Parker Hora novissima, cuja première, em 1893, tinha estabelecido uma boa reputação a Parker.
É claro que Ives também prosseguiu por alguns caminhos novos. Parker tinha incidido sobre música alemã; Ives escreveu chansons francesas, com base no modelo de compositores, tais como Massenet. Ele reformulou algumas canções alemãs com textos novos em Inglês - isso se tornaria característica dele para reformular peças antigas em novas, muitas vezes, de diferentes maneiras. De igual modo, ele desenvolveu temas para um quarteto de cordas com melodias de hinos que tocava nos seus anos de serviço musical na Igreja em Yale. O tema de abertura da Primeira Sinfonia usa elementos de dois hinos, mas o "Quarteto de Cordas nº1" estabeleceu o padrão para muitas obras tardias que eram completamente diferentes da música que ele tinha escrito para a Igreja, mas praticamente todas elas derivadas de hinos. Hinos inalterados eram demasiadamente previsíveis e repetitivos em ritmo, melodia e harmonia e serviam bem como temas de movimentos em formas clássicas, de modo que Ives engenhosamente redesenhava-os irregulares, desenhava-os "Brahmisianamente" no desenvolvimento, enquanto preservava o hino, personagem americano. Com a derivação do tema de abertura do terceiro movimento, a melodia do hino Nettleton (Come, Thou Fount of Ev’ry Blessing), Ives começou a integrar as diferentes tradições que ele tinha aprendido, elevando o espírito e o som dos hinos protestantes ao domínio da arte musical.
Curiosamente, a maioria das experimentações de Ives assumiram uma nova gravidade. Graças às técnicas aprendidas com Parker e talvez inspirado pelos sistemas composicionais da Idade Média e da Renascença, como órganon, contraponto e estratificação rítmica,  que Parker descrevia em suas palestras de história da música (Scott, 1994), Ives começou a produzir, e não meramente esboçar ou improvisar "coisas diferentes", que exploravam novos procedimentos. Mais significativa é uma série de obras sacras corais, principalmente Salmos, que pode ter sido experimentada por Ives com os cantores dos lugares onde trabalhou como organista, embora essas experiências não estejam registradas. Salmo 67 usa acordes com cinco notas (arranjadas para criar a impressão de bitonalidade) para harmonizar uma simples melodia num estilo semelhante aos corais anglicanos. O Salmo 150 utiliza tríades paralelas que são dissonantes contra tríades sustentadas. O Salmo 25 é um cânone dissonante a duas vozes sobre um pedal e inclui um conjunto de notas de passagem que se expande de um uníssono até um cluster abrangendo quase três oitavas. No Salmo 24, as vozes exteriores caminham em movimento contrário, expandindo-se a partir de um uníssono em frases sucessivas e movendo-se primeiro por semitons (deslocadas por oitavas), depois por tons, 3ªs, 4ªs, trítonos e 5ªs; após a seção áurea, existe uma contração, frase por frase, utilizando os mesmos intervalos, em ordem inversa, para fazer uma aproximação palíndrome.
Cada peça encontra novas maneiras de estabelecer um centro tonal, criar movimento harmônico e resolução e regular o contraponto. A técnica escolhida às vezes corresponde ao texto. Por exemplo, a imagem central de Processional: Let There Be Light é perfeitamente transmitida pela sequência de acordes formados por 2ªs, 3ªs, 4ªs e 5ªs, cada vez mais através de acordes dissonantes 6ªs e 7ªs, até oitavas justas. Nesta experiência sistemática, Ives criou aquilo que se tornou uma tradição na composição experimental do século XX, que incluiu o trabalho de Cowell, Charles Seeger, Ruth Crawford Seeger, John Cage e muitos outros compositores posteriores. Estas obras experimentais permaneceram afastadas das suas músicas de concerto, que continuaram a utilizar o idioma do Romantismo europeu.
O clímax da aprendizagem de Ives foi a première do The Celestial Country na Igreja Presbiteriana Central, em abril de 1902 - sua obra mais ambiciosa realizada até aquele momento. Ele recebeu ótimas críticas do New York Times e do Musical Courier. No entanto, pouco depois, Ives foi demitido como organista, a última posição na área musical que ele sustentava, deixando para trás boa parte da sua música sacra, mais tarde descartada pela igreja. Aquilo que sobreviveu dos seus hinos, canções e músicas para órgão é apenas uma parte do que pode ter sido um trabalho muito maior. Ives aparentemente concluiu que ele não quis ou não conseguiria uma carreira como a de Parker, que sobreviveu como compositor, servindo como organista da igreja e do ensino em Yale. Ele ironicamente descreveria isso mais tarde como o tempo que ele "resignou-se como um bom organista e entregou-se à música".

## Inovações e Sínteses (1902-8)
O afastamento da sua posição na igreja, a liberação das noites e fins de semana para a composição e o fim de suas apresentações regulares permitiram a Ives uma maior liberdade para explorar, sem ter que agradar a ninguém, somente ele próprio. Não mais um aprendiz de Parker, nem um compositor de música popular ou sacra, Ives entrou num período de inovação e de síntese.
Ele continuou experimentando, sobretudo agora na música de câmara, cuja maior gama de sonoridades permitiu-lhe estender o contraponto tradicional e aumentar a independência entre as partes, a fim de criar um efeito de camadas separadas. Obras como a Fugue in Four Keys on ‘Shining Shore’, From the Steeples and the Mountains, Largo Risoluto nºs 1 e 2 e The Unanswered Question expõem cânones politonais e atonais, camadas múltiplas distinguidas pelo ritmo, altura, sonoridade e uma combinação de regiões tonais e atonais, muitas vezes com um programa para explicar os procedimentos músicas incomuns. Por exemplo, o Scherzo: All the Way Around and Back é construído gradualmente em seis camadas distintas, cada barra subdividindo em 1, 2, 3, 5, 7, e 11 divisões iguais, respectivamente, ao longo do qual um bugle toca em um tempo comum. A peça é um palíndrome, cresce até um clímax e retorna em uma exata retrogradação. Uma analogia musical para "uma foul ball [no beisebol] – e o jogador que está na 3ª base e tem de percorrer todo o caminho de volta à 1ª".
Ives procurava, agora, cada vez mais integrar o estilo vernáculo e sacro em suas músicas. Em sua Segunda Sinfonia, o principal trabalho deste período, ele introduziu pela primeira vez melodias de hinos e canções populares americanas em uma peça tradicionalmente clássica. A estrutura ainda é europeia, uma sinfonia com cinco movimentos num estilo romântico tardio com empréstimos diretos de Bach, Brahms, Wagner, Dvořák e Tchaikovsky; os dois últimos movimentos são inspirados no final da Primeira Sinfonia de Brahms. Mas os temas são todos de melodias americanas, incluindo hinos, melodias em fiddle e canções de Stephen Foster, reformuladas para formar sonatas e formas ternárias. Como muitas sinfonias que empregam material nacional, a obra celebra a música da nação enquanto utiliza-se de um estilo internacional. Em outras peças, como as improvisações e esboços que se tornaram o Ragtime Dances, Ives começou a desenvolver uma forma mais moderna e individual de expressão idiomática que chamou de "Características melódicas e rítmicas americanas", incluindo o ragtime, o estilo popular na época. As muitas formas do Ragtime Dances acabaria por transformarem-se, eventualmente, de um conjunto de danças para orquestra de teatro em movimentos da sua Piano Sonata no.1, Set for Theatre Orchestra, e Orchestral Set nº.2, e em passagens de sua segunda Quarter-Tone Piece for two pianos (ilustrando novamente a sua tendência em retificar sua própria música em novas formas).
Abandonando a música como carreira, Ives apostou muito na área de seguros. Contudo, em 1905, a legislatura do Estado de Nova Yorque iniciou uma investigação de escândalos nas atividades das seguradoras, tendo como alvos principais a Mutual e a Raymond. Embora Ives não estivesse envolvido, altos executivos estavam, e a agência foi finalmente dissolvida. Essa investigação coincidiu duas vezes com uma doença ou esgotamento de Ives, no Verão de 1905 e no fim de 1906, possivelmente os primeiros sinais de diabetes que mais tarde lhe afligiria. Enquanto se recuperava ao longo do natal de 1906, em Old Point Comfort, Virginia, ele finalizou com Myrick planos para lançar uma agência afiliada à Washington Life, que tinha começado como uma filial da Mutual. Os ideais de Ives como empresário foram, ironicamente, os articulados nas audições pelo presidente da Mutual: que os seguros de vida não eram um regime de lucro, mas um caminho para cada "provedor"  de cuidar de sua família enquanto "participa de uma grande circulação, em benefício da humanidade em geral ". Através da assistência mútua. Ives & Co. abriu, em 1 de janeiro de 1907, com Myrick como assistente do presidente Ives.
O ano de 1905 também começou com mudanças na vida pessoal de Ives, com o reencontro dele com Harmony Twichell, agora, uma enfermeira registrada. Sua corte foi lenta, dificultada por longas ausências, raros momentos juntos e a timidez de Ives. Ela escreveu poemas, alguns deles ele transformou em música num estilo romântico, com o intuito de agradar à família dela e eles planejaram uma ópera que nunca aconteceu. Sua amizade cresceu em intensidade, até que professaram seu amor um pelo outro, em 22 de Outubro de 1907. Eles se casaram em 9 de Junho de 1908. A cerimônia foi realizada pelo pai de Harmony, o Rev. Joseph Twichell, na sua Congregação em Hartford, e selada em Nova Iorque.

## Maturidade (1908-18)
Harmony desempenhou um papel crucial no desenvolvimento do Ives. Como escreveu no seu memorando, a sua fé inabalável nele deu-lhe mais auto confiança, embora ela não compreendesse toda a sua música. Além disso, ela ajudou-o a encontrar um objetivo e um assunto para o seu trabalho. Ela escreveu-lhe, no início 1908, declarando que:
A inspiração deverá vir em plenitude nos momentos felizes - Penso que seria tão gratificante cristalizar um desses momentos em alguma bela expressão - mas não acredito que isso seja feito com frequência – Eu acho que a inspiração - na arte - parece ser como um consolo nas horas de tristeza ou de solidão e que a maioria dos momentos felizes é posta em expressão depois que eles se transformam em memórias e se tornam duplamente preciosos porque se foram.
Isto corrobora a ideia de que a música romântica era como uma "encarnação" de cada experiência emocional, mas acrescenta dois elementos que estavam para se tornar característica de Ives na maturidade musical: captar momentos específicos que são individuais e insubstituíveis, e fazê-lo através da memória. O interesse de Harmony pelo pai de Charles e por sua família reavivou o seu e fez com que várias peças ao longo da próxima década recordassem a banda da cidade (Decoration Day, The Fourth of July, Putnam’s Camp), a Guerra Civil Americana (The ‘St Gaudens’ in Boston Common), acampamentos (Symphony no.3, Violin Sonata no.4, The Rockstrewn Hills Join in the People’s Outdoor Meeting), e muitas outras lembranças de seu pai. O interesse de Harmony na literatura reacendeu o seu (que estava aparentemente adormecido desde colégio) e ele produziu uma série de obras sobre Emerson, Browning, Hawthorne, Thoreau e outros. O seu senso de idealismo americano ecou em si, estimulando a composição de muitas peças com assuntos americanos. O cristianismo socialmente empenhado de Twichells reforçou o que o vinha da família de Ives, como quando se inspirou no movimento para abolir a escravatura em "West London" de Matthew Arnold (Study no.9: the Anti-Abolitionist Riots in the 1830s and 40s).
Os êxitos de Ives com os seguros também reforçaram a sua auto confiança. Depois que a Washington Life foi vendida em 1908, ele montou uma parceria com Myrick. Dentro de alguns anos, eles estariam vendendo mais seguro do que qualquer agência no país, durante um momento dramático de expansão na indústria. O segredo era o recrutamento de uma vasta rede de agentes para vender apólices para eles e na preparação de orientações detalhadas para a venda de seguros, ou seja, os melhores argumentos a serem feitos. Ives estabeleceu as primeiras turmas de agentes de seguros na Mutual que o ajudaram a conceber e promover o "planejamento de herança", um método ainda utilizado para calcular o montante dos seguros de vida com base em esperados rendimentos e gastos. O seu panfleto The Amount to Carry se tornou um clássico do gênero. Ele compunha à noite, nos fins de semana e em férias, encontrando inspiração especial nos fins de semana em Pine Mountain em Connecticut e durante as férias em família em Adirondacks.
Ives continuou a utilizar melodias americanas como temas, mas transformou-as de formas ternárias, sonatas tradicionais do primeiro Quarteto e Segunda Sinfonia em um novo padrão que pode ser chamado forma cumulativa. Fora os movimentos da Sinfonia nº 3, a maior parte dos movimentos das quatro Sonatas para violino e a Sonate nº 1 for Piano, e de várias outras obras entre 1908 e 1917, a melodia é emprestada de um hino e era utilizada como um tema e aparece inteira perto do fim, geralmente acompanhada por uma contra melodia (muitas vezes com uma melodia de outro hino). Este era precedido pelo desenvolvimento de ambas as melodias, incluindo uma apresentação da contra melodia sozinha. A harmonia pode ser dissonante, e muitas vezes a tonalidade é ambígua até que o tema aparece, mas a música permanece essencialmente tonal. Formas cumulativas em forma tradicional, incluindo desenvolvimento e recapitulação do tema; as convenções do século XIX de um extenso trabalho culminando com um tema de um hino e de combinação de temas, em contraponto; e a prática como organista da igreja precedendo um hino com um prelúdio improvisado em motivos a partir do hino. Com efeito, Ives comentou que muitos desses movimentos desenvolvidos a partir de órgão ou Prelúdios ele havia improvisado na igreja, todos perdidos agora. No entanto, a síntese de Ives era nova. A evasão de repetições em grande escala, inerente à formas mais velhas, permitiu-lhe utilizar hinos essencialmente inalterados como temas, para planejamento rítmico e melódico, e a falta de contraste harmônico que as tornaram impróprias para a abertura de um tema Sonata a tornavam perfeitas para o final de um movimento. O processo de desenvolvimento de motivos e, progressivamente, a reunião deles em um hino paralelo, a um nível puramente musical, recordava Ives dos hinos cantados nos acampamentos em sua juventude e as pessoas se uniam em uma expressão do sentimento comum.
Em outras obras, Ives procurou captar a vida americana, especialmente as experiências americanas com a música, de uma forma programática mais direta. O Housatonic at Stockbridge evoca um passeio de Ives e sua esposa pelo rio, logo após seu casamento. A melodia principal (dada às segundas violas, trompa e corne inglês), harmonizada com tríades tonais simples (nas cordas graves e metais enarmonicamente notadas), sugere um hino vindo de uma igreja do outro lado do rio flutuando em sua superfície, ao mesmo tempo em que repete ideias tonais e rítmicas em regiões distantes (cordas superiores), sutilmente mudando ao longo do tempo, transmitindo um sentimento de névoas e águas ondulantes. Tal como este trabalho, a maior parte da música de Ives sobre experiências de vida é composta por camadas, distinguidas pelo timbre, registro, ritmo, pela afinação e pelo conteúdo dinâmico, a fim de criar uma sensação de espaços tridimensionais e múltiplos planos de atividade. Central Park in the Dark capta os sons musicais da cidade contra o pano de fundo dos sons da natureza, prestados como uma série de acordes atonais leves em movimento paralelo.
continua…